# Jun’ichi Kakizaki

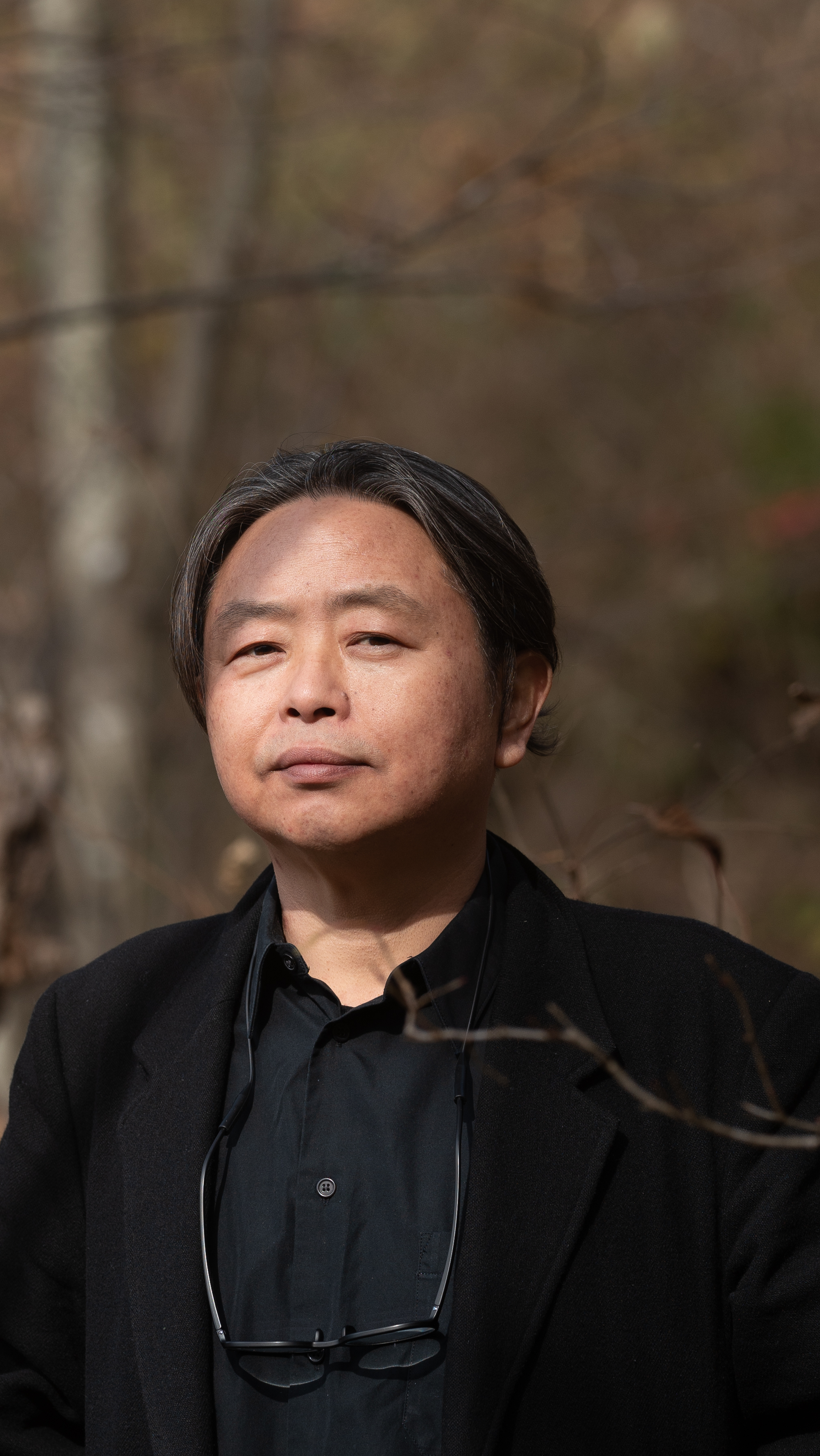
Junichi Kakizaki in Azumino 2021

Jun’ichi Kakizaki (jap. 柿崎 順一, Kakizaki Jun’ichi; * 4. Januar 1971 in Chikuma) ist ein japanischer Land-Art-, Environment- und Installationskünstler, der vor allem mit Blumen und anderen natürlichen Materialien arbeitet. 
Er ist Dozent für Blumenkunst an der Landwirtschaftlichen Hochschule (The Botanical College of Technological Horticulture) in Tokyo.

## Leben
Junichi Kakizaki wuchs inmitten von Blumen auf, da seine Eltern ein Blumengeschäft besaßen. Er erhielt sowohl eine künstlerische Ausbildung als auch eine Ausbildung in Gartenbau.
Kakizaki besuchte die Yoyogi Formative Kunst School in Tokio. 1990 bis 1993 studierte er am The Botanical College of Technological Horticulture, Horticultural science part, Floral Art & Design course (Blumenstecken & Floristik).
Seit dem Jahr 2000 ist er Dozent für Design an der Landwirtschaftlichen Hochschule in Nagano.